# Davide Carbonaro
Davide Carbonaro, O.M.D. (Rosolini, 1 de janeiro de 1967) é um prelado italiano da Igreja Católica, atual arcebispo da Arquidiocese de Potenza-Muro Lucano-Marsico Nuovo.

## Biografia
Tendo ingressado na Ordem dos Clérigos Regulares da Mãe de Deus, emitiu os primeiros votos em 1988. Posteriormente, frequentou os estudos de filosofia e teologia na Pontifícia Universidade Gregoriana de Roma, obteve a licenciatura em teologia bíblica. No dia 2 de fevereiro de 1992 emitiu os votos solenes em Roma e no dia 3 de outubro de 1992, recebeu a ordenação presbiteral em Santa Maria in Portico in Campitelli, em Roma. Frequentou o XXI Studium da Congregação para as Causas dos Santos.
Em sua atuação pastoral, foi promotor vocacional no centro de pastoral juvenil e vocacional da sua Ordem, na comunidade de Santa Maria in Pórtico, em Nápoles (entre 1993 e 1995), pároco de Santa Maria in Portico in Campitelli em Roma (de  1995 a 2024), chefe da Pastoral Juvenil da Diocese de Roma para o Setor Central (1997-2004), membro da Comissão para o Diálogo Ecuménico e Inter-religioso da Diocese de Roma (1999-2006) e reitor da comunidade e do Colégio dos Mercedários Descalços. Também foi vigário paroquial de San Giovanni Leonardi em Roma e Reitor da Casa de San Giovanni Leonardi em Roma (2004-2007); de  2004 a 2024 foi arquivista geral, postulador geral e secretário do Centro de Estudos dos Mercedários Descalços, conselheiro geral e secretário geral da OMA (2010-2016), reitor da Casa Internacional de Estudos dos Mercedários Descalços em Roma (2010-2017) e de 2015 a 2024, membro do Conselho Presbiteral da Diocese de Roma e de 2017 a 2024, assistente espiritual da ACLI de Roma.
De 2020 a 2024, foi Prefeito da II Prefeitura da Diocese de Roma. Além disso, é membro do Colégio de Postuladores do Dicastério para as Causas dos Santos e professor da Schola Puerorum da Capela Sistina.
Em 2 de fevereiro de 2024, o Papa Francisco o nomeou como arcebispo de Potenza-Muro Lucano-Marsico Nuovo. Ele sucede Salvatore Ligorio, que renunciou após atingir o limite de idade. No dia 4 de maio recebeu a ordenação episcopal, na Arquibasílica de São João Latrão, do cardeal Angelo De Donatis, coadjuvado por Salvatore Ligorio, seu antecessor na Sé e por Corrado Lorefice, arcebispo de Palermo. No dia 18 de maio tomou posse da arquidiocese.